# وادي الحميز
وادي الحميز، هو أحد الوديان الأكثر أهمية بالنسبة لولاية الجزائر، على طول 54 كيلومترا إلى الشرق من الجزائر العاصمة ويقع مصبه بالتحديد ما بين بلدية برج الكيفان وبلدية برج البحري، وهو من أطول الوديان العاصمية والأكثر تدفقا. ينبع من جبال الأطلس التلي والتيطري في جوار بلدية فج الحوضين بولاية المدية ليمر عبر ولايات البويرة والبليدة وبومرداس والجزائر ليصب مياهه في البحر الأبيض المتوسط.

## المنبع الرئيسي
ينبع «وادي الحميز» في شَمال بلدية فج الحوضين بولاية المدية على بُعد مستقيم مباشر مقداره 33.68 كـم (20.928 ميل) عن مصبه في البحر الأبيض المتوسط ضمن ساحل ولاية الجزائر.
ويقع هذا المرتفع ضمن جبال الأطلس التلي والتيطري التي تتوسط ولايات المدية والبويرة والبليدة وبومرداس.

## المسار
يمر «وادي الحميز» عبر خمس ولايات جزائرية ساحلية في التيطري ومنطقة القبائل والخشنة ومتيجة.
| رقم | ولاية المدية | ولاية البويرة | ولاية البليدة | ولاية بومرداس | ولاية الجزائر |
| --- | ------------ | ------------- | ------------- | ------------- | ------------- |
| 01  | فج الحوضين   | بوكرام        | صوحان         | الأربعطاش     | الدار البيضاء |
| 02  |              |               | الجبابرة      | خميس الخشنة   | الرويبة       |
| 03  |              |               |               | حمادي         | برج الكيفان   |
| 04  |              |               |               |               | برج البحري    |

## المصب
يقع مصب «وادي الحميز» ما بين بلديتَيْ برج الكيفان وبرج البحري ضمن ولاية الجزائر قرب «حي الصومام».
ويشكل مسار هذا الوادي خطا حدوديا فاصلا ما بين هاتين البلديتَيْن العاصميتين إلى غاية مصبه في البحر الأبيض المتوسط ضمن ساحل ولاية الجزائر.

## موقع المصب
يقع «مصب وادي الحميز» ما بين بلديتي برج الكيفان وبرج البحري، غير بعيد عن مصب وادي الحراش وشاطئ الصابلات.
وهذا الموقع الرائع إلى الشرق من مصب وادي الحراش وشاطئ الصابلات، يجعل منه موقعا استراتيجيا قريبا من خط سكة الحديد من الحراش إلى الرغاية.
يقع «مصب وادي الحميز» على بعد 20 كلم إلى الشرق من قصبة الجزائر، ويطل على البحر الأبيض المتوسط.
ويقع هذا المصب في برج الكيفان وبرج البحري.

## الهيئات المجاورة

سد الحميز [الفرنسية]
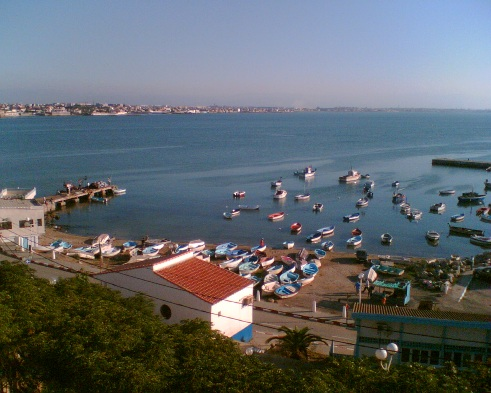
ميناء تامنتفوست
المحطة البرية للخروبة
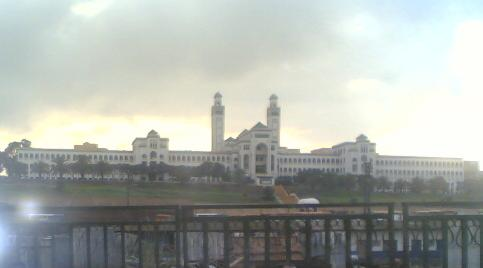
كلية العلوم الإسلامية في الجزائر
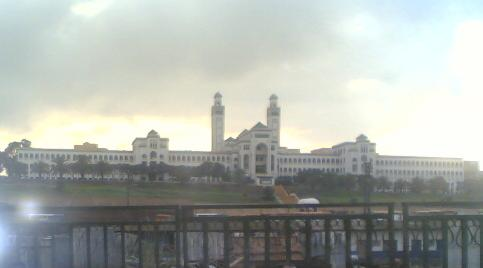
محطة قطار المقارية
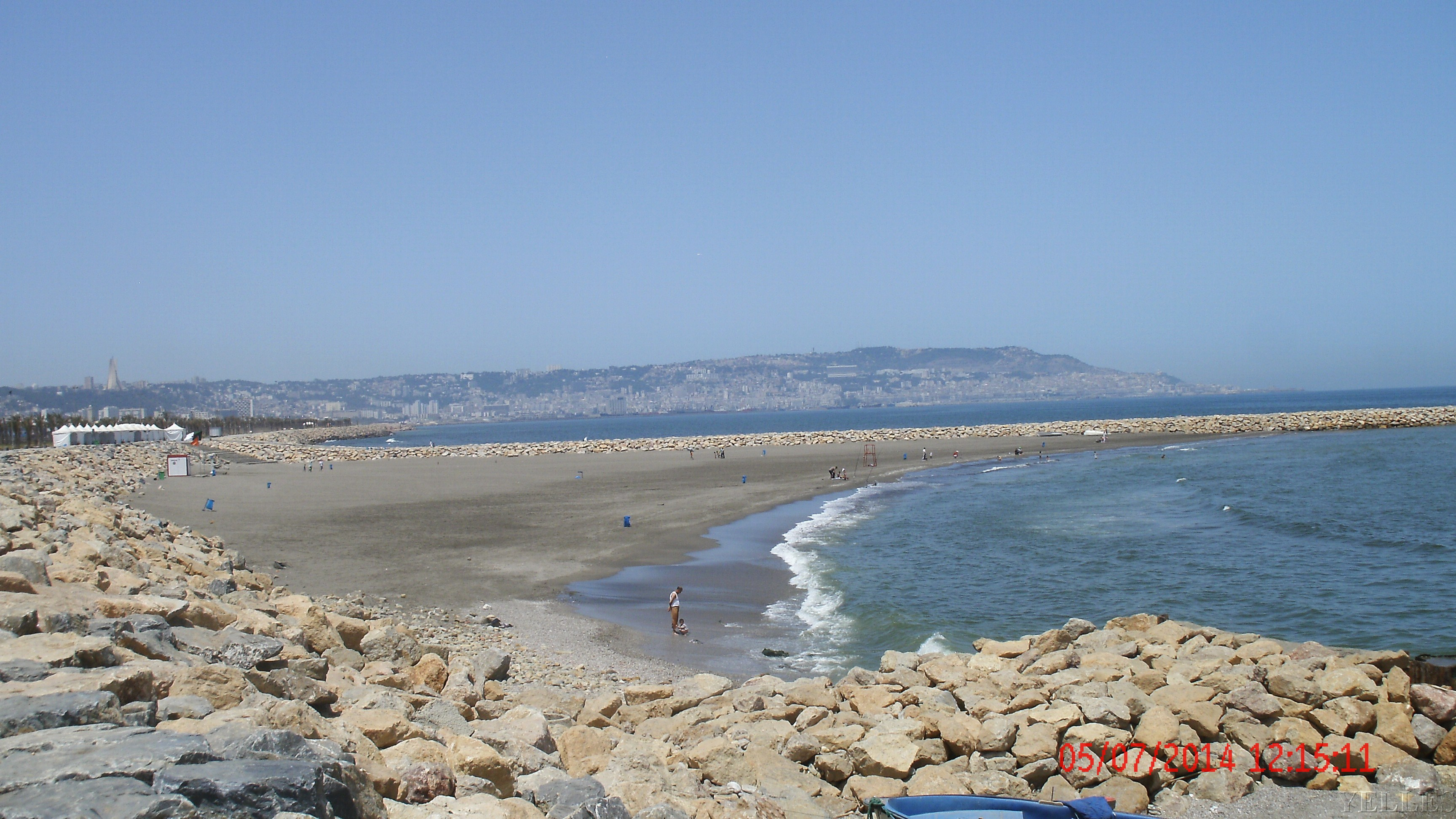
شاطئ الصابلات
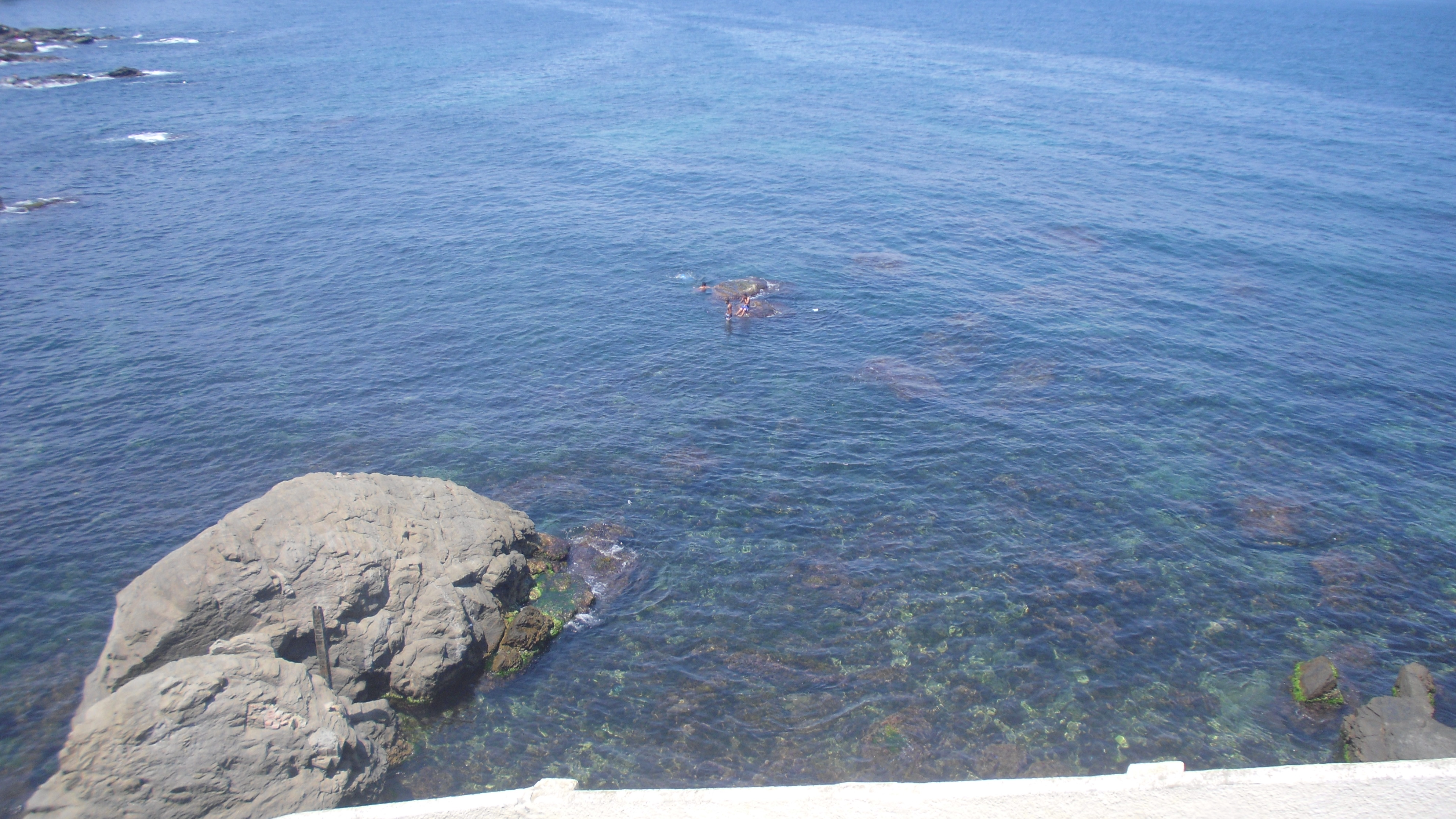
مياه شاطئ الصابلات
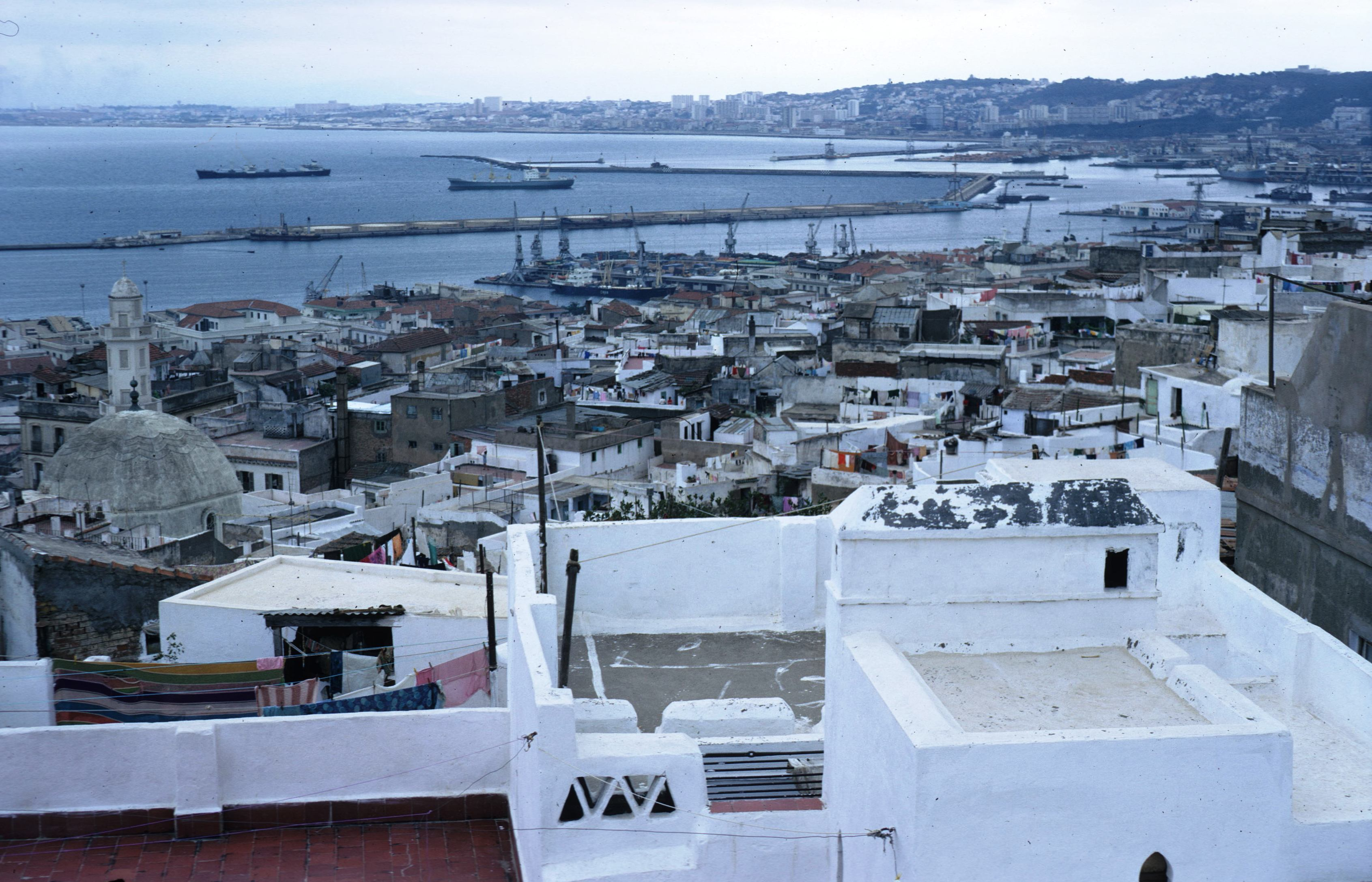
منظر شاطئ الصابلات من مسجد سفير في القصبة
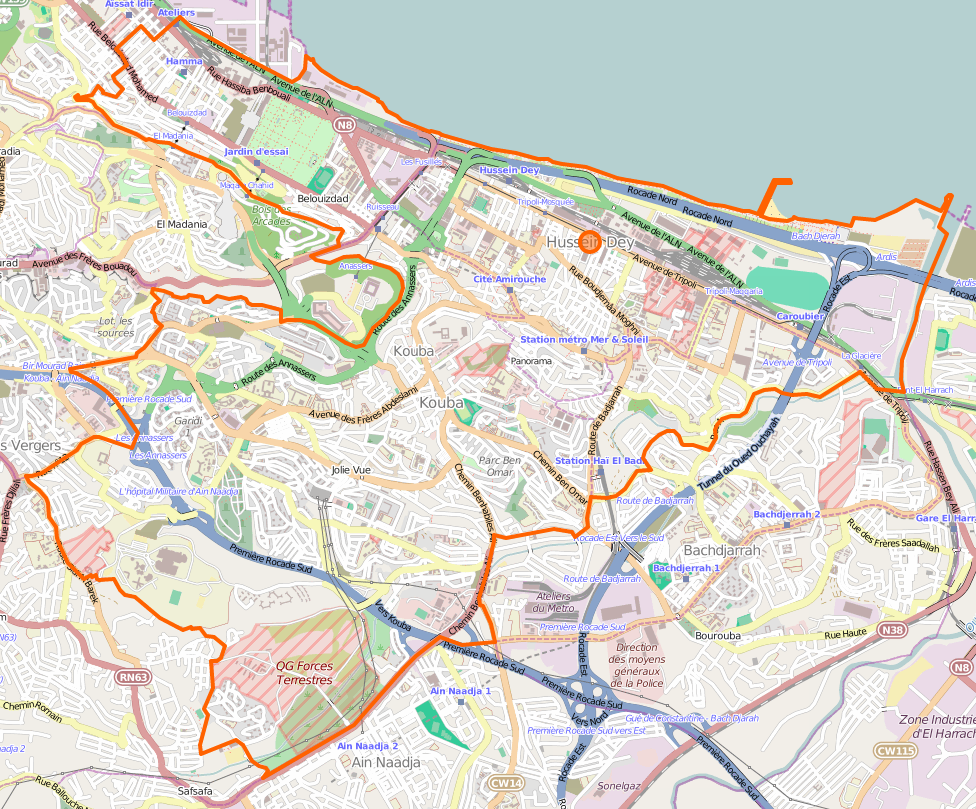
موقع شاطئ الصابلات في حسين داي
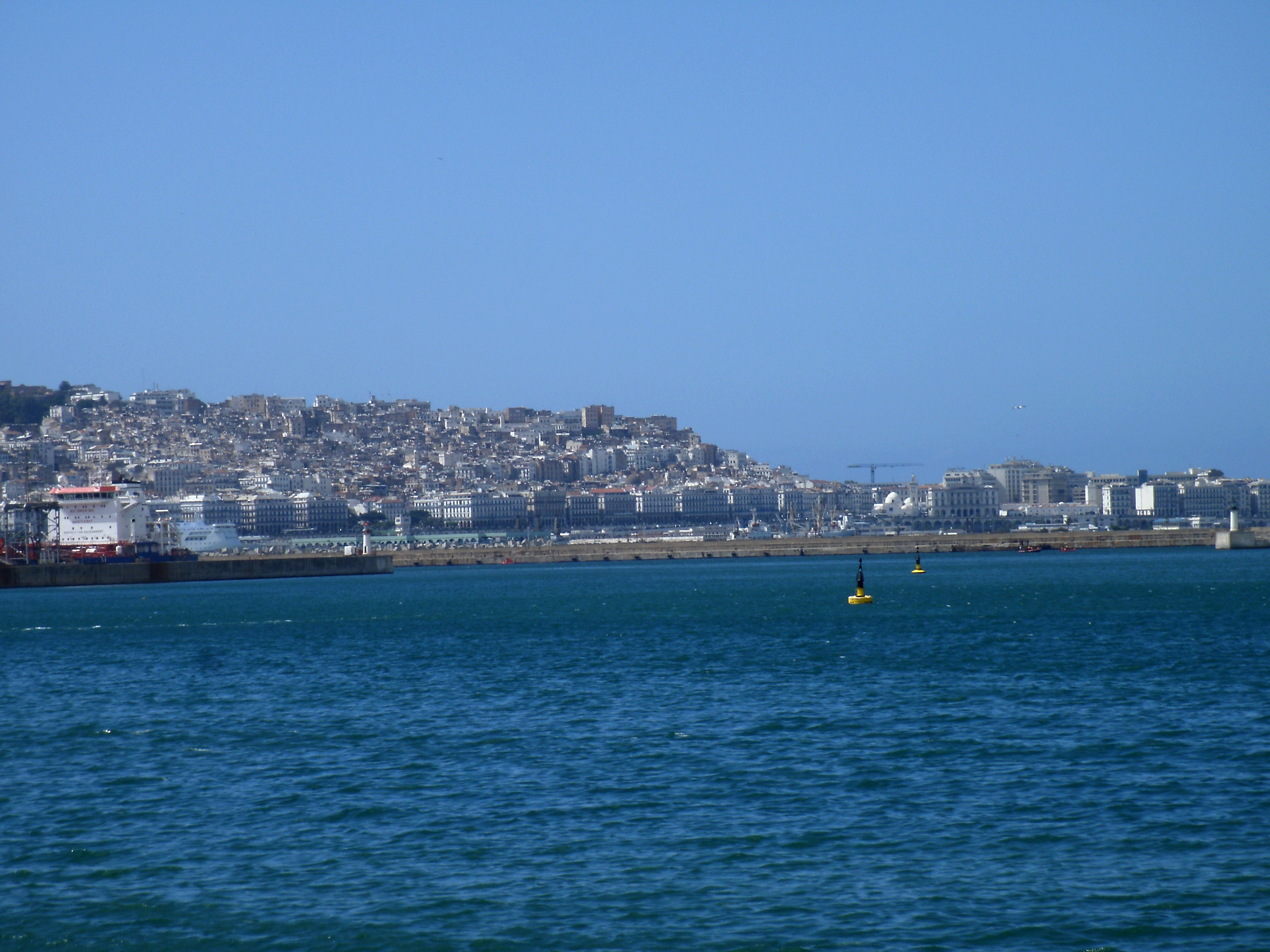
منظر القصبة من شاطئ الصابلات

### مواضيع ذات صلة
- المجاري المائية في الجزائر
- قائمة أنهار الجزائر
- وزارة الموارد المائية الجزائرية
- نظام مائي للوديان
- نظام مطري للوديان
- الأطلس التلي
- التيطري
- الخشنة
- متيجة
- شاطئ الصابلات
- خليج الجزائر
- ولاية الجزائر
- ولاية بومرداس
- ولاية البليدة
- ولاية البويرة
- ولاية المدية
- قائمة شواطئ الجزائر
- قائمة شواطئ العالم
- السياحة في الجزائر
- قائمة أهم المعالم السياحية في العالم

### فيديوهات
- وادي الحميز على يوتيوب.
- وادي الحميز على يوتيوب.
- وادي الحميز على يوتيوب.

### وصلات خارجية
- وكالة حماية ساحل ولاية الجزائر
- وزارة الموارد المائية الجزائرية